# سنط أحمر الساق
سنط أحمر الساق (الاسم العلمي:Acacia erythropus) هو نوع من النباتات يتبع جنس السنط من الفصيلة البقولية.